# Кашкадар'їнська область
Кашкадар'їнський вілоят (узб. Qashqadaryo viloyati; Кашкадар'їнська область) — адміністративна одиниця-область (вілоят) Узбекистану. Адміністративний центр — місто Карші.

## Географія
Кашкадар'їнська область знаходиться в південній частині Узбекистану в басейні річки Кашкадар'ї на західному схилі Памір-Алайських гір. Площа території області 28,4 тис. км ². Клімат континентальний, сухий, місцями субтропічний.
Населення області становить 2029000 чоловік, причому понад 73% сільське населення.
Кашкадар'їнська область поділена на 14 адміністративних районів. Великі населені пункти: Карші, Шахрисабз, Кітаб, Касан, Мубарак, Яккабог, Гузар, Чіракчі та Камаші.

## Історія
Кашкадар'їнська область була заснована 20 січня 1943 року. 25 січня 1960 року область була скасована. Відновлена 7 березня 1964 року.

## Влада
Хокім області — Зайн Нуріддін Зайніевіч (з 2002 а).

## Адміністративний поділ
Область поділена 13 районів і одне місто обласного підпорядкування.
| № п/п | Район           | Центр                       |
| ----- | --------------- | --------------------------- |
| 1     | Гузарський      | місто Гузар                 |
| 2     | Дехканабадський | міське селище Карашина      |
| 3     | Камашинський    | місто Камаші                |
| 4     | Каршинський     | місто Бешкент               |
| 5     | Касанський      | місто Касан                 |
| 6     | Касбинський     | міське селище Муглан        |
| 7     | Кітабський      | місто Кітаб                 |
| 8     | Мірішкорський   | міське селище Янгі-Мірішкор |
| 9     | Мубарецький     | місто Мубарек               |
| 10    | Нішанський      | місто Янгі-Нішан            |
| 11    | Чиракчинський   | місто Чиракчі               |
| 12    | Шахрисабзький   | місто Шахрисабз             |
| 13    | Яккабазький     | місто Яккабаг               |

Місто обласного підпорядкування: Карші

## Економіка
Найбільші промислові підприємства — УДП «Мубарекнафтогаз», УДП «Шуртаннафтогаз», Мубарекський газопереробний завод.

## Транспорт
- Загальна протяжність залізниць — 350 км.
- Загальна протяжність автомобільних доріг — близько 30 тис. км. (У тому числі з асфальтобетонним покриттям близько 4 тис. км).

## Керівництво Кашкадар'їнської області

### Голови облвиконкому
1. Бегімкулов Чулі (січень 1943 — 1945)
2. Бадалбаєв Саткун (1945 — 194.6)
3. Рахманов Ф. (194.8 — 194.9)
4. Назаров (195.0 — 195.1)
5. Рахматуллаєв Асат (1954 — 1959)
6. Набієв Файзі Набійович (лютий 1964 — 1966)
7. Джалілов Ісам (1966 — 1971)
8. Сражиддінов Закір Сражиддінович (1971 — 1973)
9. Куйбакаров Хушвакт Раджабович (1973 — 1975)
10. Ельбаєв Бекмурат (1975 — 1983)
11. Кадін Олександр Гаврилович (198.5 — 1989)
12. Сускін Володимир Іванович (1989 — 1990)
13. Хідіров Темір Пулатович (1990 — 7 травня 1991)
14. Карімов Т.М. (7 травня 1991 — 1992)

### Голови обласної ради народних депутатів
1. Атаджанов Аліхан Рахматович (березень 1990 — 7 травня 1991)
2. Хідіров Темір Пулатович (7 травня 1991 — 27 січня 1992)

### 1-і секретарі обкому КП Узбекистану
1. Ходжибеков Худайкул (194.4 — 1945)
2. Мангутов Нігмат Мухамеджанович (1945 — січень 1948)
3. Насиров Бекіш (січень 1948 — 1950)
4. Махмудов Арзі (1950 — січень 1952)
5. Курбанов Рахманкул Курбанович (січень 1952 — січень 1956)
6. Гулямов Манап (січень 1956 — січень 1960)
7. Асамов Салахітдін (лютий 1964 — 1968)
8. Гаїпов Рузмет Гаїпович (1968 — лютий 1984)
9. Турапов Нармумін Турапович (17 лютого 1984 — 27 грудня 1986)
10. Карімов Іслам Абдуганійович (27 грудня 1986 — 27 липня 1989)
11. Атаджанов Аліхан Рахматович (27 липня 1989 — 6 травня 1991)
12. Хідіров Темір Пулатович (6 травня 1991 — 14 вересня 1991)

### Хокіми (губернатори)
1. Хідіров Темір Пулатович (27 січня 1992 — 1995)
2. Пармонов Озод Давранович (1995 — 3 червня 1998)
3. Бегматов Шухрат Рахімович (3 червня 1998 — 28 липня 2000)
4. Хамідов Бахтіяр Султанович (28 липня 2000 — 26 грудня 2002)
5. Зайнієв Нуриддін Зайнійович (26 грудня 2002 — 30 листопада 2011)
6. Джураєв Туроб Ікрамович (листопад 2011 — вересень 2013)
7. Рузієв Зафар Шаропович (вересень 2013 — 26 жовтня 2019)
8. Мірзаєв Зоїр Тоїрович (26 жовтня 2019 — 17 листопада 2021)
9. Азімов Муротжон Бердіалійович (18 листопада 2021 — )